# Петровский, Алексей Алексеевич
Алексей Алексеевич Петровский (2 [14] февраля 1873, Лукоянов, Нижегородская губерния, Российская империя — 24 августа 1942, Свердловск, СССР) — русский и советский учёный в области радиотехники, геофизики, электрофизических методов геологической разведки. Ученик и соратник А. С. Попова; изобретатель, разработал теорию и методы радиопросвечивания при определении глубины залегания пород в толще вечной мерзлоты; действительный статский советник, первый профессор радиотехники и автор первого в России теоретического руководства по радиотехнике; доктор физико-математических наук, заслуженный деятель науки и техники РСФСР.

## Биография
Алексей Алексеевич Петровский родился 2 (14) февраля 1873 года в г. Лукоянове Нижегородской губернии в семье мещанина, отец работал писцом. В 1887 году окончил Лукояновское четырёхклассное городское училище и поступил в Техническое училище почтово-телеграфного ведомства России, которое не окончил. Продолжил учёбу на естественном отделении физико-математического факультета Санкт-Петербургского университета.

### Служба в Российской империи
После окончания университета в 1897 году, остался там работать в должности лаборанта. Параллельно читал лекции по электротехнике в Технологическом институте императора Николая I (1898—1901) и на курсах профессора Лесгафта (1900—1901).
В 1898 году вступил в Русское физико-химическое общество и на одном из его заседаний познакомился с А. С. Поповым, с 1901 года по его рекомендации стал преподавателем в Минном офицерском классе в Кронштадте, читал лекции и проводил практические занятия по электричеству и магнетизму, теории динамо-машин и электродвигателей постоянного тока, написал ряд учебных пособий и краткий курс лекций по преподаваемым дисциплинам. Свободно владел немецким и французским языками, читал на английском.
В 1905 году произведён в чин статского советника. С 1908 года, продолжая работу в Минном офицерском классе, параллельно читал теоретический курс по радиотелеграфии в Электротехническом институте императора Александра III. Преподаватель Петровский хорошо понимал необходимость проведения более масштабных исследований в области не только радиотелеграфии, но и всевозможного применения электромагнитных волн в интересах повышения боеспособности флота, о чём свидетельствует его подробная докладная записка начальнику Учебно-минного отряда Балтийского флота контр-адмиралу Э. Н. Щенсновичу от 20 февраля 1909 года. В записке, в частности, доказывалась необходимость создания научно-технической лаборатории «для токов большой частоты»:201—202.
В марте 1910 года был приглашён на должность штатного преподавателя гидрографического отделения Николаевской морской академии. В начале 1911 года выполнил первые теоретические исследования в области радиоэлектронной борьбы, обобщил опыт боевого применения средств искровой радиосвязи в ходе Русско-японской войны и первой в истории практической постановки радиопомех радиостанцией русского броненосца «Победа» и береговой радиостанцией «Золотая гора» в Порт-Артуре 2 апреля 1904 года. Результаты исследования были изложены в его статье «При каких условиях возможно помешать противнику пользоваться радиотелеграфом». В 1912 году Конференция академии избрала Петровского экстраординарным профессором по радиотехнике — первым профессором по этой дисциплине в России.
С 1 января по 30 декабря 1912 года:204 состоял (совмещая преподавательскую деятельность) начальником лаборатории Радиотелеграфного депо Морского ведомства (ныне Российский институт мощного радиостроения), где впервые в России велась научно-исследовательская работа в области радиотехники. 14 апреля 1913 года произведён в чин действительного статского советника.

### Служба в советское время
В период Первой мировой войны продолжал преподавать в Минном офицерском классе, Николаевской морской академии и Электротехническом институте. После октябрьской революции морская академия в 1918 году была временно закрыта. Петровский перешёл на преподавательскую должность в Соединённые классы морских сил (1918—1922), а также читал лекции в Институте высших коммерческих знаний (до 1930 года). Был редактором журнала «Телеграфия и Телефония без проводов», который издавала Нижегородская радиолаборатория.
В 1919 году возглавил Петроградское (впоследствии Ленинградское) отделение Российского общества радиоинженеров.
Летом 1921 года принимал участие в начавшихся экспериментальных работах на Балтийском море по организации радиосвязи береговых станций с подводными лодками, находящимися в подводном положении.
По инициативе Петровского и инженера И. Г. Фреймана в ноябре 1922 года в Петрограде был организован первый в СССР радиолюбительский кружок, а в 1923 году была организована радиосекция в Электротехническом институте.
С 1923 по 1925 год преподавал электротехнику в Высшей военной электротехнической школе комсостава Рабоче-крестьянской Красной Армии (РККА) и Военно-инженерной академии. В апреле 1925 года в журнале «Друг радио» в статье к 30-летию демонстрации А. С. Поповым прибора для регистрации электромагнитных волн Петровский высказал пророческие слова: «Пусть же день 7 мая превратится в настоящий праздник радистов!». С 1945 года праздник День радио стал отмечаться ежегодно.
В 1924—1930 годах — заведующий отделом Института прикладной геофизики имени профессора В. И. Баумана (в 1930 году институт был объединён с геофизическим сектором Геолкома, а вновь созданное учреждение получило название Центральный научно-исследовательский геологоразведочный институт — ЦНИГРИ).
Занимался разработкой электрических методов разведки месторождений полезных ископаемых. Разработал теорию и методику электроразведки, создал специальную аппаратуру, участвовал в уральских экспедициях. Работая в институте, впервые в СССР применил технологию радиопросвечивания для определения залегания многолетнемёрзлых горных пород. Полученный опыт Петровский обосновывал теоретически, излагал в научных трудах, преподавал студентам.
В 1928—1938 годах преподавал в Ленинградском горном институте, а в 1934 году стал в нём первым заведующим новой кафедрой геофизических методов разведки, которая готовила инженеров-геофизиков широкого профиля.
В 1932 году был назначен заместителем директора Геофизического института Уральского филиала АН СССР (УФАН). В 1935 году защитил диссертацию на степень доктора физико-математических наук и ему было присвоено звание профессор.
В должности заместителя директора, а затем начальника отдела в УФАН продолжал работать до 1942 года. В 1941 году ему было присвоено звание «Заслуженный деятель науки и техники РСФСР». За весь период деятельности он написал более 200 научных трудов по радиотехнике, электросвязи, электроразведке полезных ископаемых и истории радио.
Алексей Алексеевич Петровский умер 24 августа 1942 года в Свердловске, похоронен там же.

## Награды
Алексей Алексеевич Петровский был награждён орденами и медалями Российской империи:
- орден Святого Станислава 2-й степени (1911);
- орден Святой Анны 2-й степени (1914);
- орден Святого Владимира 3-й степени (30.07.1915);
- светло-бронзовая медаль «В память 300-летия царствования дома Романовых» (1913);
- светло-бронзовая медаль «В память 200-летия морского сражения при Гангуте» (1915).

## Семья
- Первая жена (до 1901 года) — Ольга Васильевна Фидровская[24].
  - Дочь — Ольга (1898—1975). После развода родителей (1901) осталась жить с матерью[5], при этом с отцом поддерживались добрые отношения. Муж Ольги (во втором браке) Иван Александрович Лаппо-Данилевский[24].

- Сын — Владимир (1900—1950).

- Вторая жена (с 1902 по 1925 год[25]) — Надежда Владимировна Петровская (1875—1935, урождённая Вольфсон, в первом браке Ерофеева) с сыном от первого брака Павлом Ерофеевым[26].
  - Дочь — Наталья (1904 — после 1949). Муж Е. Н. Мальм, сын Михаил (1926 — ?)[27][* 3].
- Третья жена (с 1925[30] по 1933 год[31]) — Анна Исааковна Петровская (Федорова)[32][33] с дочерью от первого брака Наташей Федоровой[34].

В связи с деятельностью Н. В. Петровской, в конце 1919 года были арестованы практически все члены семьи А. А. Петровского. Сам он и дочь Наталья содержались под стражей с 22 ноября 1919 по 20 февраля 1920 года. Павел Ерофеев — в 1919 году сотрудник политотдела 7-й армии — был арестован 27 ноября 1919 года, приговорён к высшей мере и расстрелян 11 января 1920 года. Владимир был арестован и содержался под стражей, судя по архивным документам, с 14 января по 22 мая, а возможно, по июнь 1920 года.